# Борок (Польща)
Борок (Борек, пол. Borek) — село в Польщі, у гміні Гайнівка Гайнівського повіту Підляського воєводства. Населення — 50 осіб (2011).

## Історія
Вперше згадується 1616 року.
У 1975—1998 роках село належало до Білостоцького воєводства.

## Демографія
Демографічна структура станом на 31 березня 2011 року:
|          | Загалом | Допрацездатний вік | Працездатний вік | Постпрацездатний вік |
| -------- | ------- | ------------------ | ---------------- | -------------------- |
| Чоловіки | 22      | 2                  | 17               | 3                    |
| Жінки    | 28      | 2                  | 14               | 12                   |
| Разом    | 50      | 4                  | 31               | 15                   |